# シュトックシュタット・アム・マイン
シュトックシュタット・アム・マイン（ドイツ語: Stockstadt am Main、ただし公的な表記は "Stockstadt a.Main" である）は、ドイツ連邦共和国バイエルン州アシャッフェンブルク郡に属す市場町である。

## 地理

### 位置
シュトックシュタット・アム・マインは、アシャッフェンブルクの西に境を接し、マイン川左岸に位置する。シュトックシュタインの西から南西はヘッセン州との州境である。

### 自治体の構成
この町は、シュトックシュタット・アム・マイン地区単独で構成されている。ただし、非公式には、徐々に開発される多くの住宅地に分割される。

### 隣接する市町村
シュトックシュタット・アム・マインは、北はマインハウゼン（ヘッセン州オッフェンバッハ郡）、北東はクラインオストハイム、東はマインアシャッフ（ともにアシャッフェンブルク郡）、南東はアシャッフェンブルク（郡独立市）、南はグロースオストハイム（アシャッフェンブルク郡）、西はバーベンハウゼン（ヘッセン州ダルムシュタット＝ディーブルク郡）と境を接している。

### 歴史上の地域
アシャッフェンブルクのライダー区とニルクハイム区、グロースウムシュタットのドルンディール区、オーベルンブルク、ニーデルンベルク、グロースヴァルシュタット、メムリンゲン、シャーフハイムのラートハイム地区とモスバッハ地区、グロースオストハイムとともにシュトックシュタットは歴史上のバッハガウ地方を形成していた。

## 地名

### 語源
シュトックシュタットという地名は、古高ドイツ語で「木の幹」を意味する stoc と「都市」を意味する stat が結合したものである。この地名はおそらく、開墾後の切り株の中に集落が建設された時代に遡る。地名の後に置かれた「アム・マイン」は、「シュトックシュタット・アム・ライン」と区別するために付与されたものである。

### 歴史的表記
様々な史料や文献に記録されたこの集落の表記は以下の通りである:
| - 1000年 Stocestat - 1184年 Stocstat - 1259年 Stochstad - 1261年 Stostat - 1326年 Stocstad | - 1387年 Stoxstad - 1401年 Stogxstad - 1408年 Stockstad - 1625年 Stockstadt - 1888年 Stockstadt am Main |

## 歴史

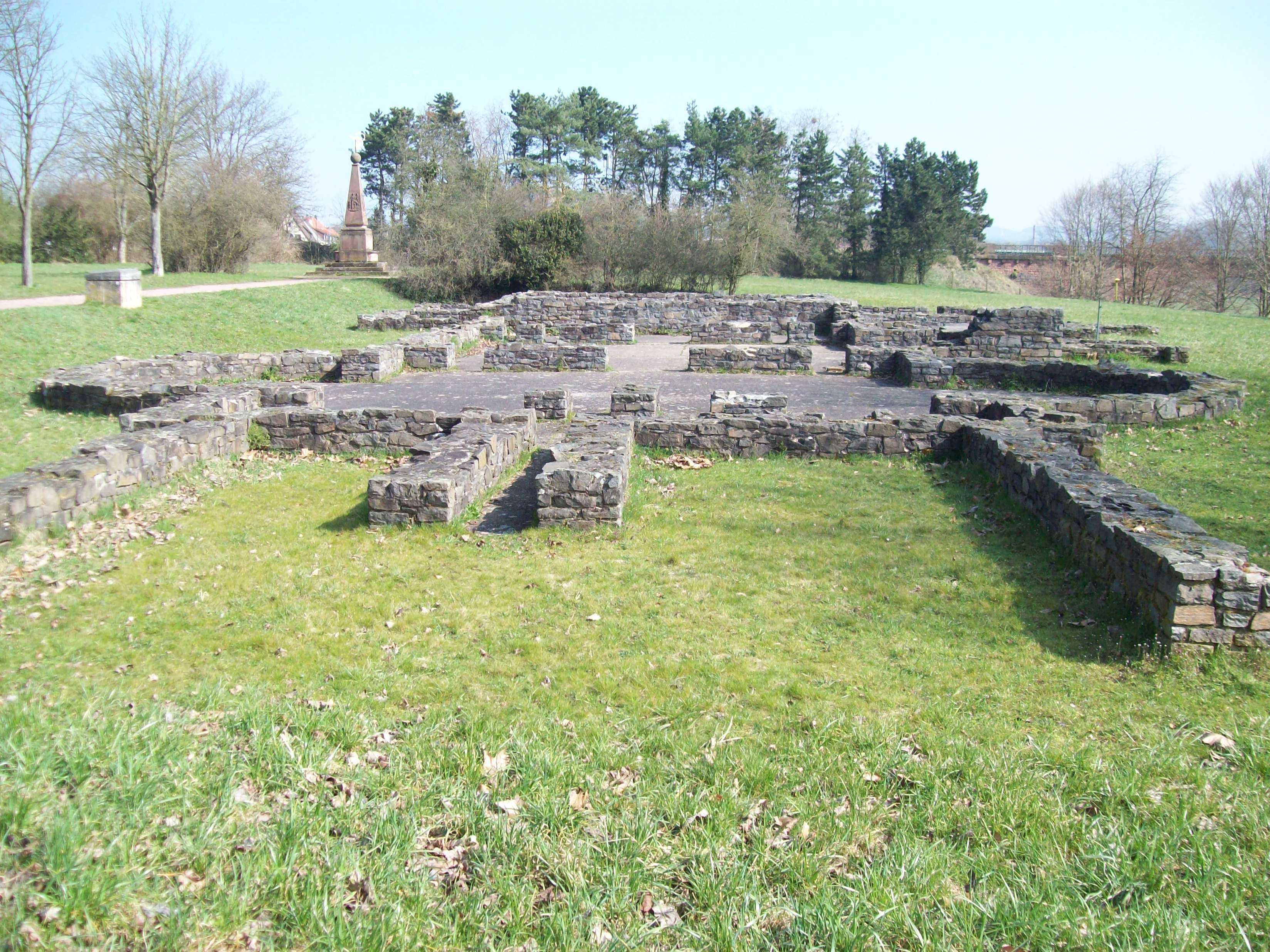
シュトックシュタット・アム・マインのカストラの浴場跡

1820年にシュトックシュタットで「興味深いローマ時代の埋蔵文化財」が発見された。この発見とその他の発掘により、遅くともトラヤヌス帝の時代には、オーバーゲルマニシュ＝レティシャー・リーメス上のカストラがシュトックシュタットに存在していたことが裏付けられた。カストラは260年頃にローマ人が撤退するまで存在していた。シュトックシュタットのローマ時代の遺跡は、カストラの周辺で発見された数多くの石造文化財で知られている。カストラの近くには、軍事用レンガ工場の焼き窯が数多く見つかっており、シュトックシュタットに駐留していた コホルス III Aquitanorum が利用していた。ライン＝マイン鉄道南側のかつてのカストラの敷地は現在、広大なセルロース工場に替わっている。
シュトックシュタット・アム・マインは、早くも9世紀中頃には、納税義務のある住民に関連して文献に記録されている。Stocestat 在住との表記で記録されている。1024年にこの村落自体に関して初めて文献上に記録がなされた。Stoddenstat 村が、皇帝ハインリヒ2世によってマインツ大司教に寄進されたという記録である。中世には、周辺の森がドライアイヒ狩猟場に属し、この狩猟場内の30の村落の中の一つがシュトックシュタットに存在した。
1527年の史料には、ドイツで最も古いクリスマスツリーがシュトックシュタットのヒュプナーヴァルトの木で創られたことが記述されている。当時のマインツ領主の記録（16世紀の公文書）では、ヒュプナーヴァルトに »die weiennacht baum«（クリスマスの木）と記載されている。
1862年7月1日、ベツィルクスアムト・アシャッフェンブルクが創設され、シュトックシュタットはその行政管区に含まれた。1939年、ドイツ国全体にラントクライス（郡）という名称が使用されることとなった。シュトックシュタットは、旧アシャッフェンブルク郡の33市町村の一つとなった。この郡は、1972年7月1日にアルツェナウ・イン・ウンターフランケン郡と合併して新たなアシャッフェンブルク郡として統合された。

## 行政

### 町議会
2014年3月16日の町議会議員選挙以降、シュトックシュタット・アム・マインの町議会は、20議席で構成されており、これに首長が加わる。

### 紋章
17世紀の楕円形の印章には、マインツ大司教の輪の下に町名の頭文字が書かれていた。1952年2月16日にメルツバッハー博士がデザインした紋章が承認された。
図柄: 青地に横向きの銀の波帯。その上に赤いとさか飾りのついた銀の兜が横向きに描かれている。

### 姉妹都市
姉妹都市に関してシュトックシュタットは非常に熱心で、フランスの3つの町と姉妹都市協定を結んでいる。
- サン＝タンドレ＝シュル＝オルヌ（フランス語版、英語版）（フランス、カルヴァドス県）
- サン＝マルタン＝ド＝フォントネ（フランス語版、英語版）（フランス、カルヴァドス県）
- マイ＝シュル＝オルヌ（フランス語版、英語版）（フランス、カルヴァドス県）

### 見所

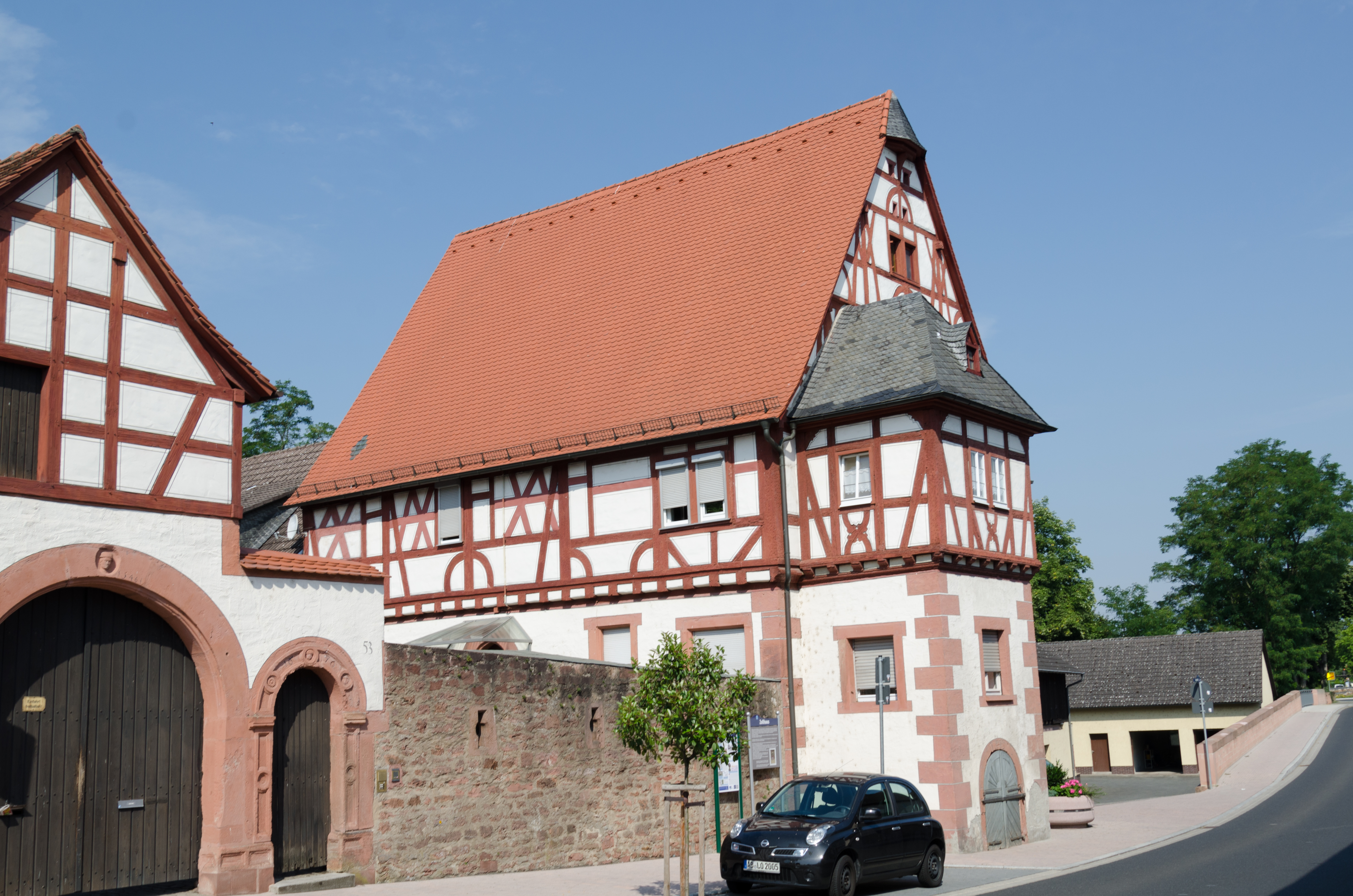
ツォルハウス

- ハウプト通り沿いにあるツォルハウスは、長年にわたってマインツ大司教・選帝侯アルブレヒト・フォン・ブランデンブルク (大司教)（ドイツ語版、英語版）によって税務署として利用された。1514年から1545年に建設された。（北緯49度58分52.54秒 東経09度03分47.3秒 / 北緯49.9812611度 東経9.063139度）
- レオンハルドゥス教会は、シュトックシュタットの古い地区にあり、1773年にまで遡る。（北緯49度58分50.2秒 東経09度03分47.3秒 / 北緯49.980611度 東経9.063139度）
- 1458年に建設された聖アンナ礼拝堂は、元はハウプト通りとアルター・シュタットヴェークとの角にあった。1925年1月に町議会で取り壊しが決定した。この礼拝堂は2007年に、別の場所（連邦道 B469号線の西側アウホーフ方面）に歴史的モデルに基づいて復元され、2008年4月6日に献堂された。

## 経済と社会資本

### 交通

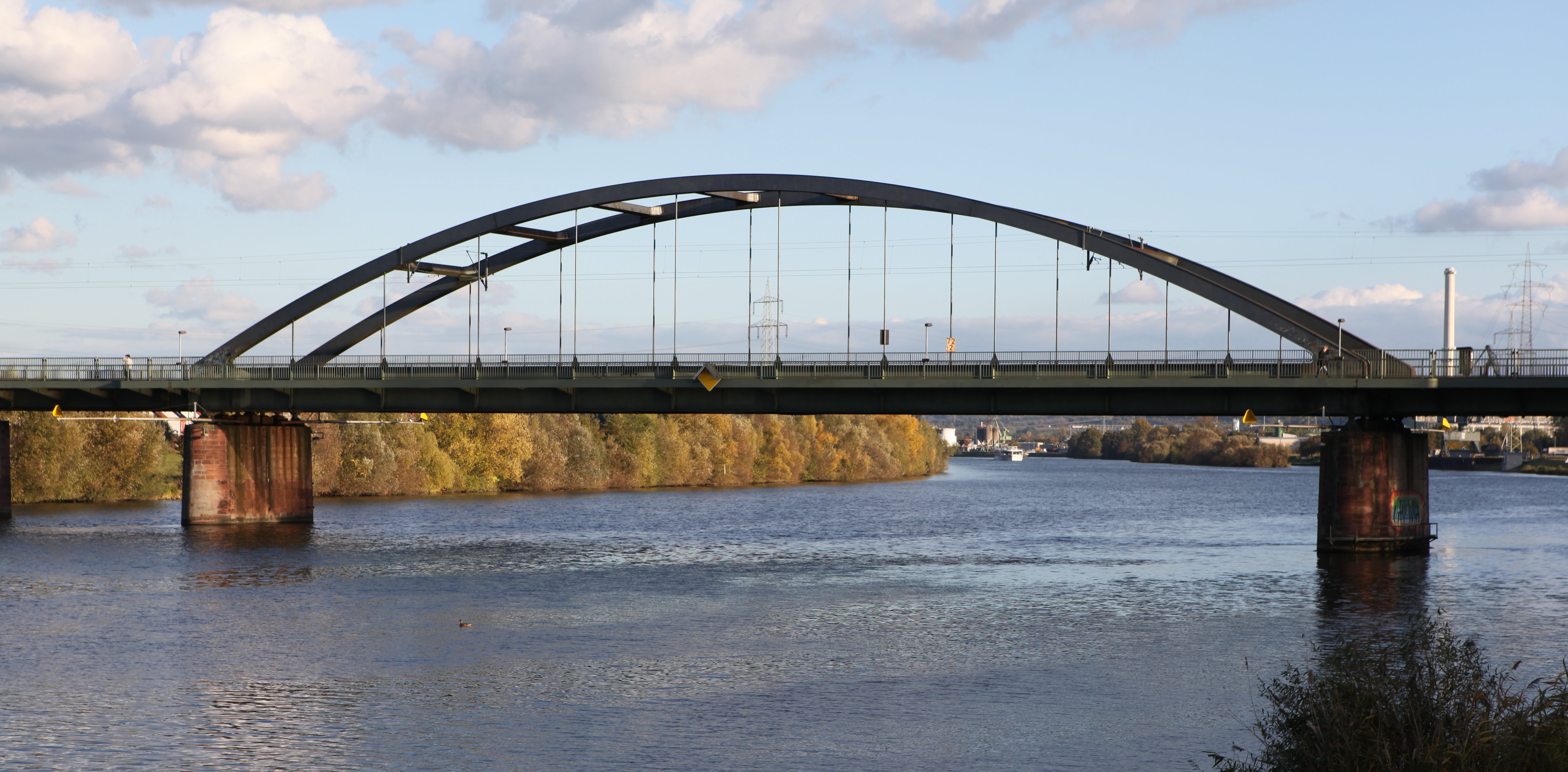
シュトックシュタットのマイン川に架かる鉄道橋

この町を郡道AB16号線が通っており、連邦道 B26号線や B469号線に接続している。B469号線を経由して約 3 km で連邦アウトバーン A3号線のインターチェンジ No. 57（シュトックシュタット・インターチェンジ）に行くことができる。町域の北西端に、アウトバーン A45号線と A3号線とが交差するゼーリゲンシュタット・ジャンクションがある。
公共の旅客交通機関は、バイエルン・ウンターマイン交通共同体 (VAB) に組み込まれている。シュトックシュタット駅は、（ヴィースバーデン - ）マインツ – ダルムシュタット – アシャッフェンブルクを結ぶライン＝マイン鉄道の駅である。この町はVABの管轄エリアの西端をなしており、隣のバーベンハウゼンからはライン＝マイン交通連盟 (RMV) の管轄となる。30分ごとに、アシャッフェンブルク施設局の市バス（3号線）がシュトックシュタットのバス停に到着する。

#### 自転車道
この町をドイツ・リーメス自転車道が通っている。この自転車道は、オーバーゲルマニシュ＝レティシャー・リーメス沿いにライン川河畔のバート・ヘニンゲンからドナウ川に面したレーゲンスブルクまで 818 km 以上の長さがある。

### 地元企業
この町最大の企業がザッピ（セルロース、製紙工場）である。この他に数多くの中書企業がある。

## 人物

### ゆかりの人物
- ジャクソン・リチャードソン（フランス語版、英語版）（1969 - ）ハンドボール選手。1997年から2000年までシュトックシュタット・アム・マインに住んだ。

## 引用
1. ↑  https://www.statistikdaten.bayern.de/genesis/online?operation=result&code=12411-003r&leerzeilen=false&language=de Genesis-Online-Datenbank des Bayerischen Landesamtes für Statistik Tabelle 12411-003r Fortschreibung des Bevölkerungsstandes: Gemeinden, Stichtag (Einwohnerzahlen auf Grundlage des Zensus 2011)
2. ↑  Bayerische Landesbibliothek Online - Stockstadt a.Main, M（2015年9月26日 閲覧）
3. 1 2  Wolf-Armin Frhr. v. Reitzenstein: Lexikon fränkischer Ortsnamen. Herkunft und Bedeutung. C.H.Beck, München 2009, ISBN 978-3-406-59131-0, S. 215–216.
4. ↑  Anselm Andreas Caspar Cammerer: Das Königreich Bayern in seiner gegenwärtigen Gestalt. 8. Auflage, Kempten 1838, S. 193.
5. ↑  Ulrich Brandl und Emmi Federhofer: Ton + Technik. Römische Ziegel. Theiss, Stuttgart 2010, ISBN 978-3-8062-2403-0 （アーレン・リーメス博物館文書 Nr. 61）
6. ↑  バイエルン州統計局: アシャッフェンブルク郡に属す市町村の議会選挙結果（2015年9月26日 閲覧）
7. ↑  Markt Stockstadt am Main - Das Wappen（2015年9月26日 閲覧）
8. ↑  Markt Stockstadt am Main - Partnergemeinden（2015年9月26日 閲覧）